# Lars Magnus Lagerheim

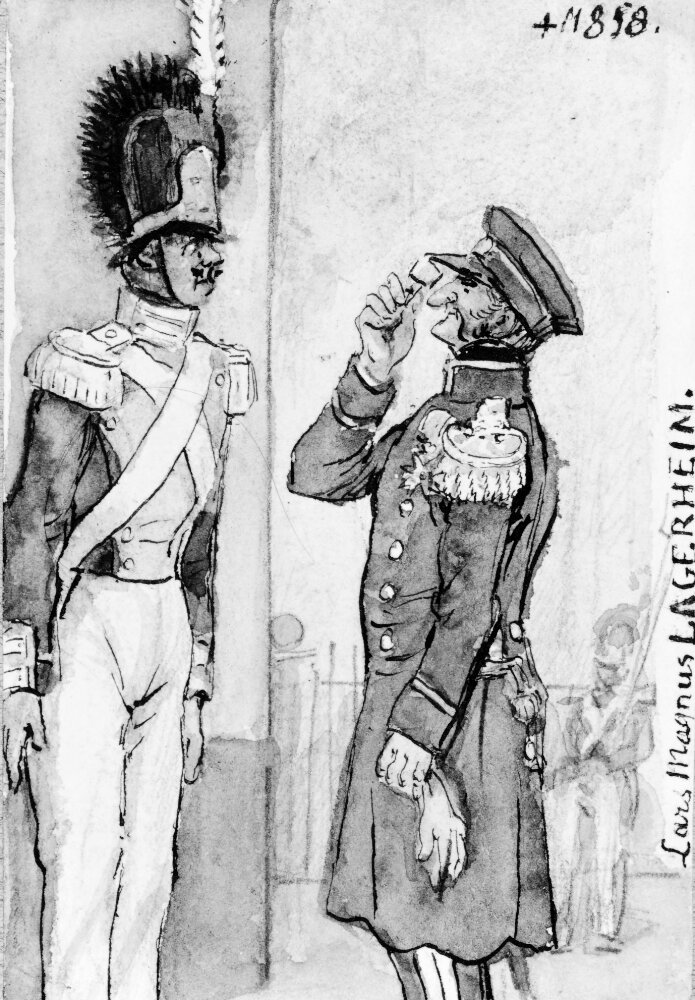
Skiss av Fritz von Dardel.

Lars Magnus Lagerheim (ursprungligen Weidman), född 1 september 1786 i Lund, död 20 september 1858 i Stockholm, var en svensk militär och landshövding.
Lagerheim föddes som son till dåvarande professorn vid Lunds universitet, sedermera biskopen Thure Weidman och hans hustru Ingeborg Lovisa von Celse. Han blev tack vare sin far redan 1790 student vid Lunds universitet. Tillsammans med sina syskon adlades han den 1 mars 1805 och introducerades på farbrodern, Olof Elias Lagerheims adliga namn och nummer.
Lagerheim promoverades till filosofie magister den 22 juni 1805 i Lund, och blev i december samma år fanjunkare vid Svea livgarde. Han deltog 1808 i fälttåget mot Norge och i Finska kriget. Den 28 december blev Lagerheim befordrad till fänrik, och erhöll också guldmedaljen För tapperhet i fält. I maj 1810 befordrades han till löjtnant, och blev 1816 stabskapten. Han hade 1814 deltagit i fälttåget mot Norge. År 1817 blev han riddare av Svärdsorden.
Lagerheim blev chef för Livgardesbrigadens expeditionsstab, han befordrades även till överstelöjtnant i armén samma år. Han blev kapten vid Livgardet från 1819, och överstelöjtnant i Generalstaben 1823. Han fick rang av major vid Livgardet 1826 och befordrades till överste i armén och Generalstaben samma år. År 1842 utnämndes han till tillförordnad landshövding i Jämtlands län, och utnämndes 1843 till landshövding i Gävleborgs län. Han tog avsked från krigstjänsten och landshövdingeämbetet 1853.